# Louis de Broglie
Louis Victor Pierre Raymond vévoda de Broglie (15. srpna 1892 Dieppe – 19. března 1987 Paříž) byl francouzský kvantový fyzik, který navrhl princip duality částic a vlnění, za což v roce 1929 dostal Nobelovu cenu.

## Život
Pocházel ze šlechtického rodu Broglia di Chieri, který byl původně piemontský a roku 1643 emigroval do Francie. Byl nejmladší z pěti dětí vévody Victora de Broglie a jeho manželky Pauliny de La Forest D’Armaillé. Dědicem rodového titulu byl jeho o sedmnáct let starší bratr Maurice de Broglie, který byl také francouzský fyzik. Louisovi náležel titul princ de Broglie, pod nímž byl známý většinu života. Teprve po smrti bratra, který zemřel v roce 1960 bez potomků, se stal ve svých 68 letech vévodou.
Po maturitě na pařížském gymnáziu Janson de Sally v roce 1909 zpočátku studoval na Sorbonně historii. Bratr Maurice v něm vzbudil zájem o fyziku, a proto v 18 letech zahájil studium fyziky na Pařížské univerzitě, které ovlivnilo celý jeho pozdější život. V roce 1913 již získal vědeckou hodnost. Během 1. světové války sloužil s bratrem ve vojenské radiotelegrafické stanici na Eiffelově věži. Podle jeho návrhu byly všechny spojenecké ponorky vybaveny přijímači speciální konstrukce, které umožnily spojení se základnami.
Po válce spolupracoval Louis s bratrem Mauricem v jeho soukromé laboratoři na výzkumu fotoefektu a experimentovali s rentgenovým zářením. V roce 1923 Louis publikoval první práce, v nichž formuloval své představy o vlnové mechanice, dualitě částic a vln, podložené matematickým vyjádřením. Ve své dizertační práci Výzkumy o kvantové teorii interpretaci dualizmu rozšířil i na elektrony. Doktorát za teorii elektronové vlny obhájil v roce 1924. Vlnové vlastnosti částic vyjádřil rovnicí:
{\displaystyle \ \lambda ={\frac {h}{p}}={\frac {h}{mv}}}
kde λ je vlnová délka, h je Planckova konstanta, m je hmotnost částice a v je její rychlost.
V roce 1925 byla práce publikována ve Fyzikálních médiich, ale teorie materiálních vln elektronů byla zpočátku částí odborné komunity, tvořené zejména odpůrci kvantové mechaniky, přijata s nedůvěrou. Uznání se mu dostalo na 5. Solvayské konferenci o fyzice v Bruselu v roce 1927, když byly jeho předpoklady ověřeny experimentálně. De Broglieho teorii hmotných vln elektronu později užil Erwin Schrödinger k vytvoření vlnové mechaniky. V roce 1929 mu byla udělena Nobelova cena za fyziku za objev vlnově korpuskulárního dualizmu částic.
V následující letech se věnoval pedagogické práci. Nejprve přednášel matematiku a teoretickou fyziku na Sorbonně, od roku 1928 byl profesorem teoretické fyziky v Ústavu Henriho Poincarého a od roku 1932 vedl katedru teoretické fyziky Pařížské univerzity. Jeho vědecká činnost pokračovala v oboru spinu částic, teorie světla a aplikaci vlnové mechaniky v jaderné fyzice. V roce 1945 se stal poradcem francouzské komise pro atomovou energii. Podílel se na vzniku Evropské organizace jaderných výzkumů (CERN). Byl členem vědeckých akademií mnoha států a čestným doktorem řady světových univerzit. V roce 1961 byl vyznamenán řádem Čestné legie.
O jeho soukromém životě se mnoho neví. Nikdy se neoženil, měl rád dlouhé procházky, rád četl a dobře hrál šachy. V roce 1981 po operaci ledvin se stal zcela závislým na lékařské péči. Zbytek života strávil v nemocnici a zemřel na klinice v Louveciennes. Je pohřben na hřbitově v Neuilly-sur-Seine.
V roce 1973 byla založena Nadace Louise de Broglie jako místo setkávání a diskusí pro všechny současné fyziky, kteří chtějí představit výsledky své práce a názory v duchu tolerance a svobody myšlení.

## Autor
Louis de Broglie napsal více než 20 odborných knih, z nichž nejdůležitější jsou
- Recherches sur la théorie des quanta (Výzkumy o kvantové teorii), 1924
- Ondes et mouvements (Vlny a pohyby), 1926
- Rapport au 5e Conseil de Physique Solvay, (Zpráva 5. Solvayskému kongresu fyziků ) 1927
- La mécanique ondulatoire (Vlnová mechanika), 1928
- Une tentative d’interprétation causale et non linéaire de la mécanique ondulatoire: la théorie de la double solution (Nelineární vlnová mechanika: kauzální interpretace) 1956.

Věnoval se i popularizaci fyziky, za což byl vyznamenán organizací UNESCO Kalingovou cenou v r. 1952. K nejznámějším knihám patří
- Hmota a světlo: Nová fyzika, 1939
- Revoluce ve fyzice, 1953
- Fyzika a mikrofyzika, 1960
- Nové perspektivy fyziky, 1962